# Enlace δ

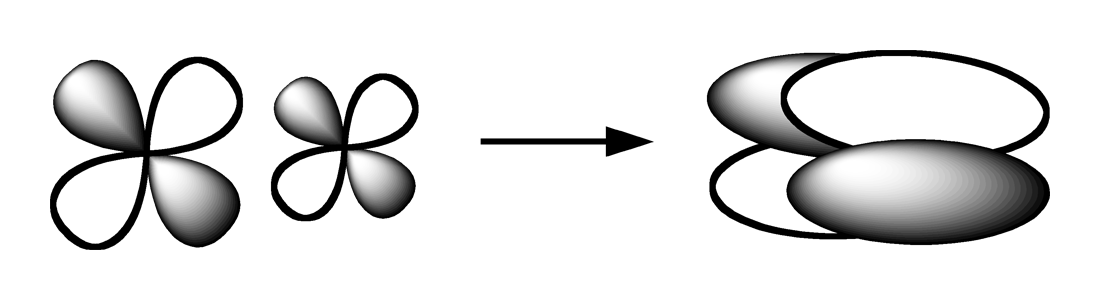
Formación de un enlace delta por traslape de dos orbitales d.

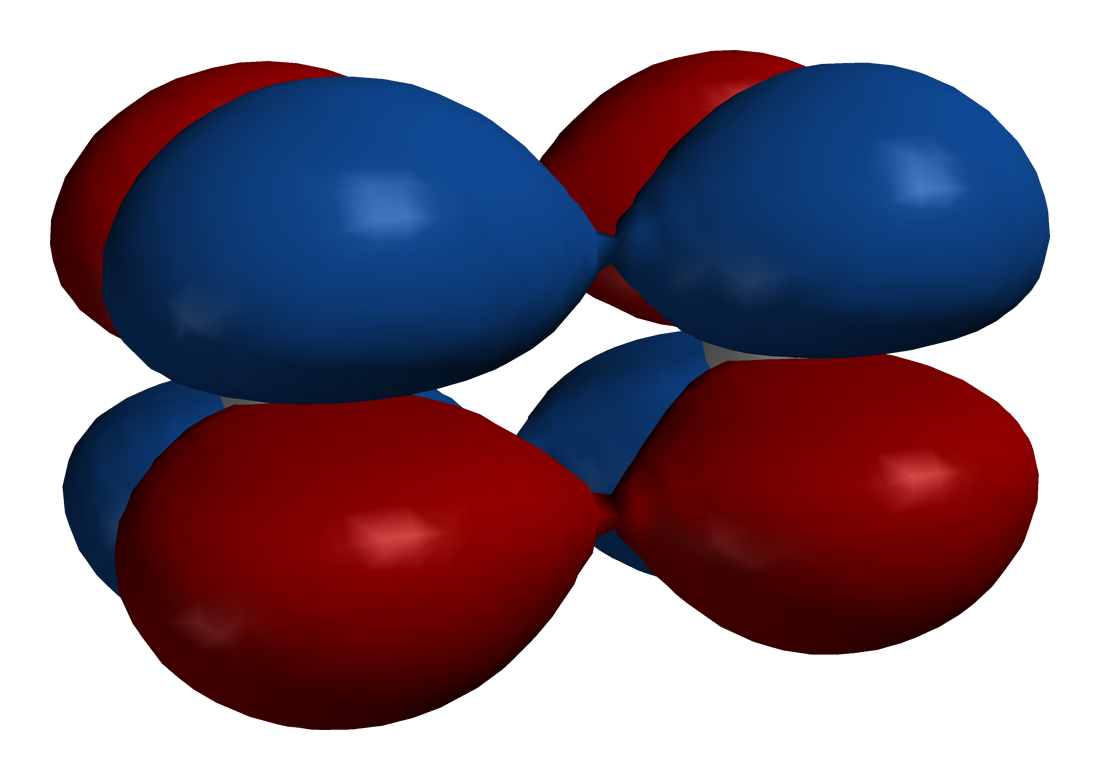
Modelo 3D de la superficie de densidad electrónica de un enlace deltafm.

En química, los enlaces delta (enlaces δ) son enlaces químicos covalentes donde cuatro lóbulos de un orbital electrónico involucrado se traslapan con cuatro lóbulos del otro orbital electrónico involucrado. De los planos nodales de los orbitales, sólo dos pasan a través de los núcleos de ambos átomos.
La letra griega δ en su nombre se refiere a los orbitales d, dando que la simetría orbital de los enlaces delta es la misma que la de los orbitales d.
En átomos suficientemente grandes, los orbitales d ocupados tienen energía suficientemente baja para participar en enlaces. Generalmente se observa enlaces delta en especies organometálicas. Algunos compuestos de cromo, Wolframio, molibdeno y renio contienen un enlace cuádruple, que sólo puede ser explicado recurriendo al enlace delta.